# SC 1893 Friedrichsthal
Maillots
Dernière mise à jour : 4 avril 2011.
Le SC 1893 Friedrichsthal est un club allemand de football localisé à Friedrichsthal dans la Sarre.

## Histoire (football)
Les racines du club remontent au 8 juillet 1893, et la fondation du Turn-Club Friedrichsthal ou TC Friedrichsthal. Le club fut renommé Turn Verein Friedrichsthal ou TV Friedrichsthal, en 1902.
Le 26 octobre 1919, le club fusionna avec le Sport-und Spielclub Kolonie Friedrichsthal ou SuS Kolonie Friedrichsthal pour former le Turn-und Spielvereinigung Friedrichsthal ou TuSpVgg Friedrichsthal.
Le 2 mai 1920, une autre fusion eut lieu avec le FC Viktoria Friedrichsthal qui amena au club une section football. Celle-ci devint indépendante, le 23 janvier 1921, sous l’appellation de SV 1919 Friedrichsthal. À partir de 1924, le reste du club prit le nom de TV 1893 Friedrichsthal.
En 1935, selon les exigences du régime nazi, SV 1919 Friedrichsthal et TV 1893 Friedrichsthal furent priés de fusionner pour former le VfL Friedrichsthal.
En 1945, le club fut dissous par les Alliés, comme tous les clubs et associations allemands (voir Directive n°23). Il fut reconstitué le 17 février 1946 sous la dénomination de SC Friedrichsthal.
En 1953, le club accéda à l’Amateurliga Saarland. Six ans plus tard, il termina 2e d’un tour final à 3, derrière Hassia Bingen mais devant le FC Germania Metternich. Cela lui permit de monter en 2. Oberliga Südwest, une ligue située à cette époque au 2e niveau de la hiérarchie du football allemand.
Le club y séjourna jusqu’en 1963. À ce moment, la 2. Oberliga Südwest fut dissoute avec la création de la Bundesliga et des Regionalligen. Cependant, le SC Friedrichsthal (3e en 1962) loupa la saison suivante et ne parvint pas à se classer en ordre utile pour être retenu en Regionalliga Südwest.
Le 17 janvier 1967, le SC Friedrichsthal adopta le nom officiel de SC 1893 Friedrichsthal. Quelques mois plus tard, il remporta le titre en Amateurliga et monta en Regionalliga Südwest. Relégué après une saison, le club remonta directement mais fut à nouveau relégué directement. Il retourna en Amateurliga et y passe de nombreuses saisons.
En 1978, le SC 1893 Friedrichsthal manque de peu la qualification pour l’Oberliga Südwest, une ligue instaurée au 3e niveau. Jusqu’en 1991, le club joua en Verbandsliga Saarland au 4e étage de la pyramide du football allemand. 
Relégué, le SC 1893 Friedrichsthal remonta en Verbandsliga Saarland de 1994 à 1996.
En 1999, le cercle descendit en Bezirksliga pour la première fois. Il remonta directement. En 2007, il conquit le titre de Landesliga et remonta en Verbandsliga. Cette ligue fut renommée Saarlandliga en 2008.
En 2010-2011, le SC 1893 Friedrichsthal évolue en Saarlandliga, soit au 6e niveau de la hiérarchie de la DFB.